# Équipe d'Algérie masculine de handball au Championnat d'Afrique 1983
Cet article relate le parcours de l'Équipe d'Algérie de handball masculin lors du Championnat d'Afrique 1983 disputé en Égypte du 23 au 31 juillet 1983.
En finale, l'Algérie s'impose 25 à 24 face à l'Équipe du Congo et remporte son 2e titre de champion d'Afrique. De plus, elle obtient à cette occasion sa qualification pour les Jeux olympiques de 1984.

## Effectif
- Mohamed Machou GB
- Mourad Boussebt GB
- Kamel Ouchia GB
- Abdelkrim Hamiche
- Abdelhak Bouhalissa
- Moumène Abdelouafi
- Omar Azeb
- Mustapha Doballah
- Djaffar Belhocine
- Mouloud Mokhnache
- Salah Bouchekriou
- Abdelkrim Bendjemil
- Rachid Mokrani
- Abdeslam Benmaghsoula
- Zine Eddine Mohamed Seghir
- Abu Sofiane Draouci

Entraîneur : Mohamed Aziz Derouaz

## Résultats

### Phase préliminaire
L'Algérie termine première du groupe A et est qualifiée pour les demi-finales,
- Algérie  17-14  Sénégal
- Algérie  18-14  Maroc
- Algérie  29-23  Nigeria
- Algérie  25-22  Égypte

Groupe B
- résultats inconnus

### Phase finale
Demi-finale,
- Algérie  19-17  Tunisie

Finale,
- Algérie  25-24  RP Congo